# Менестрели (Старый порядок)

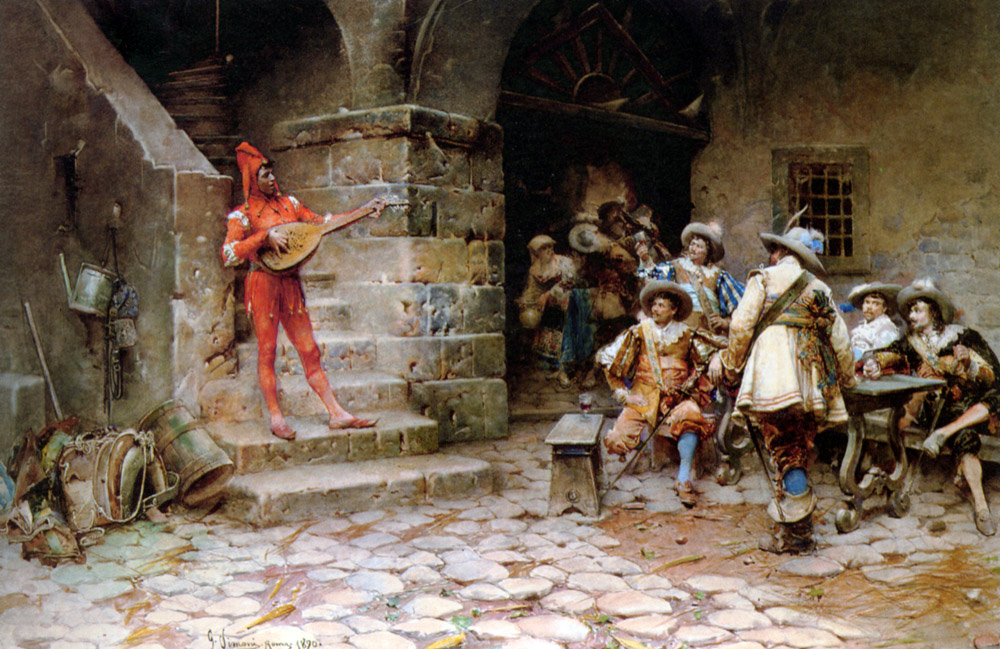
Менестрель. Худ. Густаво Симони (1890)

Менестрели во Франции при Старом порядке (фр. menetrier или фр. metier) — объединённые в профессиональные союзы музыканты-инструменталисты, называемые «игрецами на инструментах» (фр. joueur d'instruments) или «мастерами игры на инструментах» (фр. maitre joueur d'instruments), а также мастера танца. В отличие от более ранних менестрелей эпохи Средневековья и Возрождения, добились признания искусства менестреля (ménestrandie) уважаемой профессией и исполняли свои произведения на светских общественных мероприятиях официально.

## История института менестрелей в дореволюционной Франции
В Париже большинство музыкантов состояли в старинном объединении, устав которого был написан 24 апреля 1407 года. Оно было известно под названием «Братство святого Юлиана» (святые Юлиан и Генезий издревле считались покровителями жонглёров).
Уже в этот период они предпочитали называть себя «менестрелями» в отличие от жонглёров, несмотря на принадлежность к общему цеху (под названием «Менестрандиза»). Например, в 1338 году музыканты, причислявшие себя к «менестрелям», одновременно избрали руководителя Менестрандизы Роберта Каверона «королём менестрелей Франции».
Как и в любом цеховом сообществе, в братстве существовало разделение на учеников и мэтров, доказавших собственное мастерство. Некоторые из «королей менестрелей» стали весьма знаменитыми музыкантами, например, Гийом Дюмануар или Луи Константен.
Во время Великой французской революции этот институт был упразднён.

## Место в обществе
Чаще всего в среде менестрелей встречались музыканты, играющие на таких инструментах как скрипка, флейта, гобой, мюзетт, фидель, труба, сакбут. Многие из них играли не на одном инструменте; частое сочетание — скрипка и гобой.
В основном менестрели занимались частными мероприятиями (торжества, свадьбы, королевские прибытия, процессии), для частных лиц и отдельных учреждений. Они договаривались друг с другом о составлении небольших оркестров или «групп».

## Судьба музыкального наследия
Музыка, которую играли менестрели, никогда не печаталась. Навыки передавались изустно либо записывались в листки и тетради. Источники крайне редки, и поэтому эта музыка в основном утрачена.